# لایارد (کلرادو)
لایارد (به انگلیسی: Laird) یک منطقهٔ مسکونی در ایالات متحده آمریکا است که در شهرستان یوما، کلرادو واقع شده‌است. لایارد ۱٬۰۳۸ متر بالاتر از سطح دریا واقع شده‌است.